# Pedro Miret Prieto
Pedro Miret Prieto (Santiago de Cuba, 19 de febrero de 1927-La Habana, 15 de enero de 2016) fue un ingeniero civil, militar y político cubano que ejerció desde 1959 hasta 2009 diferentes cargos superiores en el gobierno de Cuba y en el Partido Comunista de Cuba.

## Lucha revolucionaria
Inició sus actividades políticas a partir del golpe de Estado del 10 de marzo de 1952. El 26 de julio de 1953 participó en el asalto, junto a Fidel Castro, del Cuartel Moncada. Resultó herido en el combate, capturado y condenado a 13 años de prisión. En 1955 se incorporó a la dirección del Movimiento 26 de Julio. En marzo de 1958 llega clandestinamente a Cuba, para incorporarse a las filas del Ejército Rebelde en la Sierra Maestra. Fue ascendido a Comandante en diciembre de 1958. En abril de 1961 participó en los combates de Playa Girón contra al frente de la artillería pesada.

## Revolución en el poder
En enero de 1959 ocupó el cargo de Subsecretario de Defensa Nacional y durante la década de 1960 los ministerios de Agricultura y Minería, Metalurgia y Combustible. De 1972 a 1974 ejerció como vice primer ministro.
Fue miembro del Comité Central del Partido Comunista de Cuba desde la constitución en 1965 hasta su muerte. Llegó a ser, en varias ocasiones, miembro de su Buró Político.
En 1976 fue elegido Diputado a la Asamblea Nacional del Poder Popular y miembro del Consejo de Estado. Fue Vicepresidente del Consejo de Ministros desde 1990 hasta su retiro en 2009.

## Últimos años y muerte
En 2001 recibió el título de Héroe de la República de Cuba. En 2003 fue condecorado con la Medalla Conmemorativa 50 Aniversario del 26 de Julio. Durante sus últimos años padeció la enfermedad de Alzheimer. Falleció el 15 de enero de 2016.